# Botsorhel
Botsorhel [bɔtsɔʁεl] (en breton : Botsorc'hel) est une commune du département du Finistère, dans la région Bretagne, en France.

## Géographie

Localisation de Botsorhel dans le département du Finistère.

Botsorhel se situe à une quinzaine de kilomètres à l'est-sud-est de Morlaix. Ses habitants sont appelés les Botsorhélois et les Botsorhéloises. La commune est proche de la limite nord du parc naturel régional d'Armorique. Le Douron, fleuve côtier se jetant dans la Manche, et son affluent le Squirou sont les deux cours d'eau principaux qui  prennent leur source dans la partie sud de la commune, puis la limitent, le premier à l'ouest avec Lannéanou et Plouigneau, le second à l'est avec Guerlesquin, formant une presqu'île de confluence dont l'extrémité nord est située dans la commune voisine du Ponthou. Une autre rivière importante, le Guic, prend sa source au sud-est de la commune. Le finage communal, étroit dans le sens ouest-est, est très étiré dans le sens nord-sud, allant vers le sud jusqu'à la ligne de crête des monts d'Arrée, également ligne de partage des eaux avec des affluents de l'Aulne (qui lui se jette dans la rade de Brest), en particulier le Rudalveget.
Les altitudes les plus élevées se rencontrent donc à la limite sud du territoire communal (264 mètres au roc Malfran, 256 mètres près du hameau de Creac'h-Pluen), mais un deuxième alignement, un peu plus au nord, mais toujours dans la partie sud du territoire communal est à peine moins élevé (Le Menez Blevara culmine à 253 mètres près de Croaz Christ) ; entre ces deux alignements de crêtes se trouve une zone dépressive, formant le marais de Lost ar Cloz qui s'abaisse à 213 mètres. Tout ce quart sud du finage communal est très peu habité, les hameaux de Guernélohet, Créac'h Pulven, Creac'h-Post et Pen-ar-Rest étant situés à la périphérie du marais.
Les trois-quarts nord de la commune forment un plateau assez bosselé, mais dont l'altitude moyenne décroit progressivement vers le nord, passant de 230-240 mètres vers le sud à 150 mètres environ dans la partie nord. Le bourg de Botsorhel en occupe la partie médiane, vers 200 mètres d'altitude. Les deux cours d'eau précités, Douron et Squiriou, forment aux limites occidentale et orientale de la commune des vallées étroites et encaissées d'une cinquantaine de mètres par rapport au plateau avoisinant et quittent la commune en direction du Ponthou à un peu moins de 100 mètres d'altitude. Par le passé, ces cours d'eau ont permis la construction de nombreux moulins, la plupart en ruines désormais.
Botsorhel est mal desservi par les moyens modernes de communication, restant une commune enclavée en dépit de la relative proximité de la voie express RN 12 Paris-Brest (échangeurs de Plouégat-Moysan en direction de Paris et de Plouigneau en direction de Brest. La voie ferrée Paris-Brest passe certes un peu plus au nord sur le territoire de la commune du Ponthou et même à Saint-Éloy (commune de Plouigneau), mais les gares les plus proches se trouvent à Plounérin (à 8,5 km) et Plouigneau (à 6 km).
Un projet de construction d'une voie ferrée reliant Guerlesquin à Morlaix via Botsorhel, Lanneanou et Plougonven exista au début du XXe siècle mais n'aboutit pas.
| Plouigneau | Le Ponthou                                  | Le Ponthou, Plounerin (Côtes-d'Armor) |
| Lanneanou  | Botsorhel                                   | Le Ponthou, Guerlesquin               |
| Lannéanou  | Lannéanou, Scrignac, Bolazec, Monts d'Arrée | Guerlesquin                           |

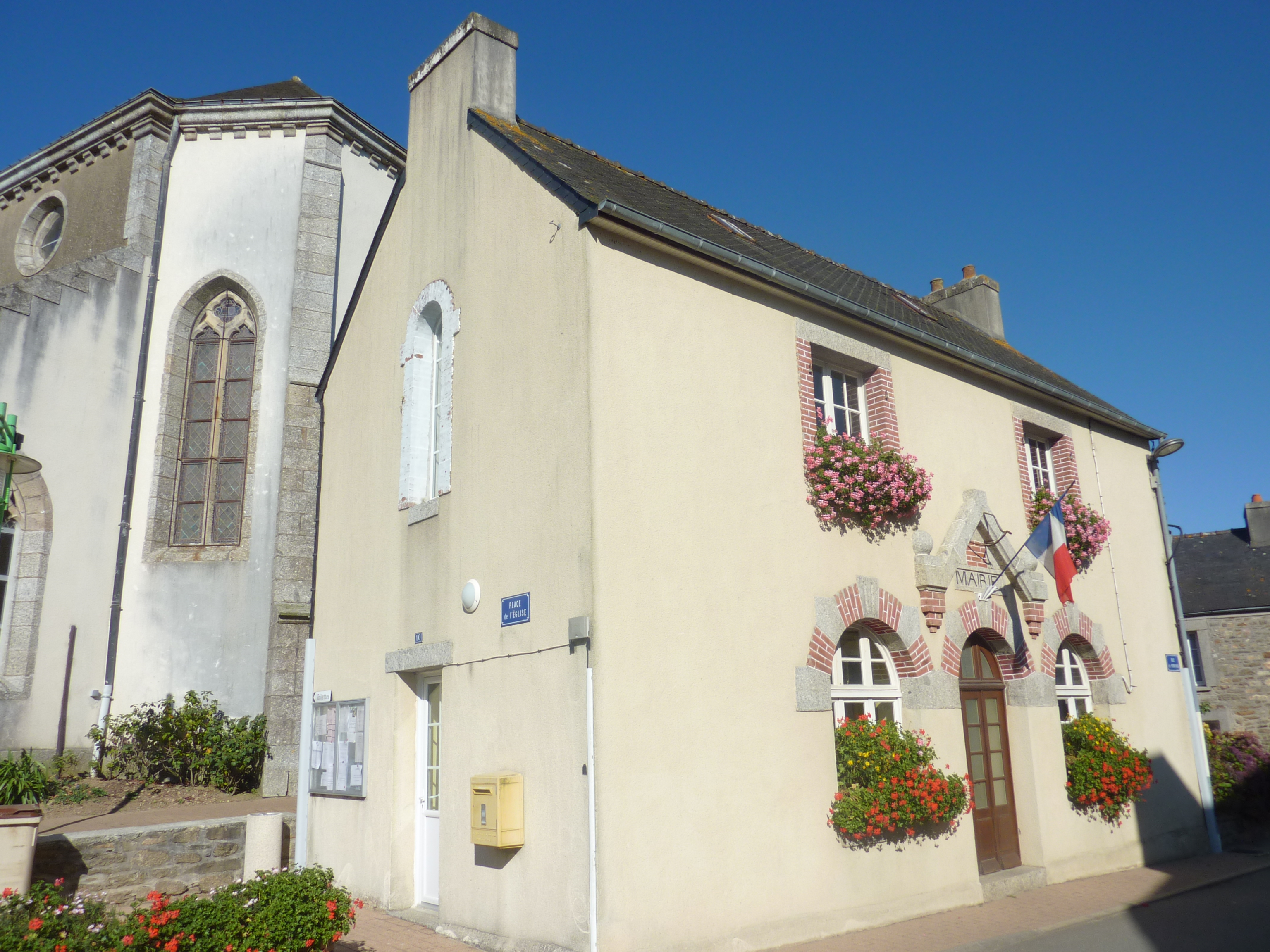
Botsorhel : la mairie.
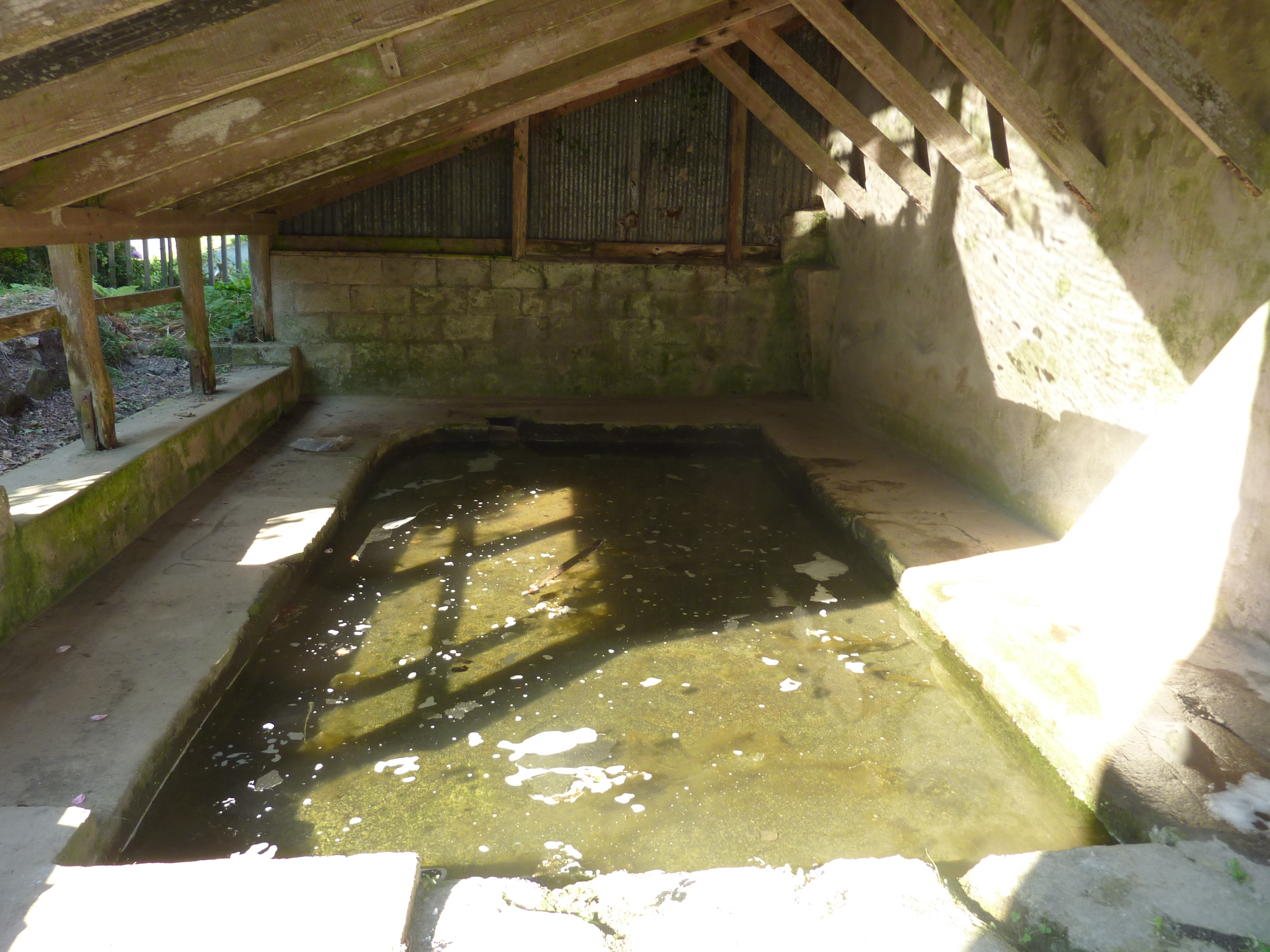
Botsorhel : un lavoir dans le bourg.
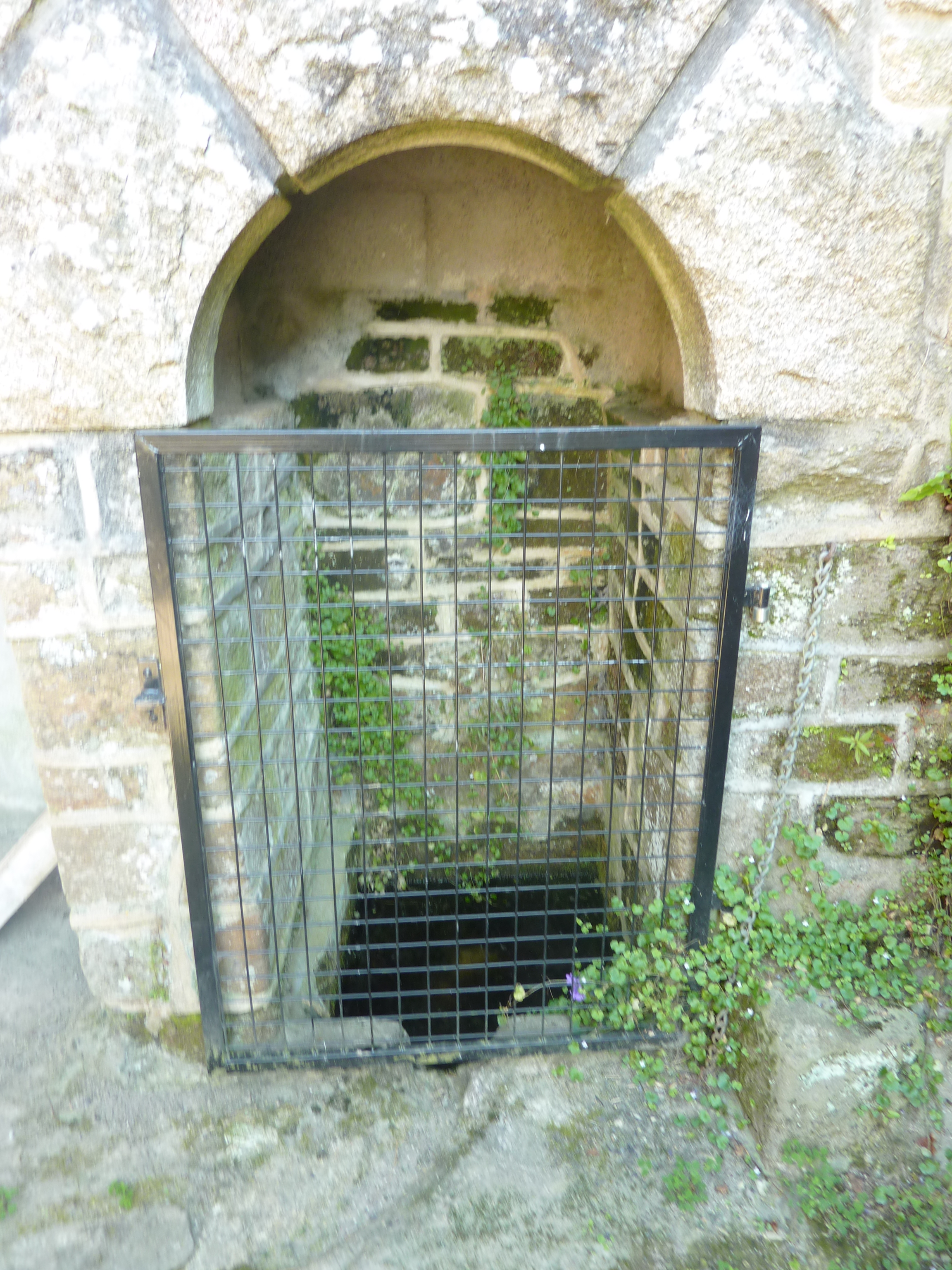
Botsorhel : la fontaine près du lavoir.

### Hydrographie
Pour un article plus général, voir Réseau hydrographique du Finistère.
La commune est située dans le bassin Loire-Bretagne. Elle est drainée par le Douron, le Guic, le Roudouhir, le Squiriou, le ruisseau le Squiriou et divers autres petits cours d'eau,.
Le Douron, d'une longueur de 28 km, prend sa source dans la commune de Scrignac et se jette  dans la baie de Lannion entre les communes de Plestin-les-Grèves et de Locquirec, après avoir traversé neuf communes. Les caractéristiques hydrologiques du Douron sont données par la station hydrologique située sur la commune de Plouigneau. Le débit moyen mensuel est de 0,47 m3/s. Le débit moyen journalier maximum est de 5,24 m3/s, atteint lors de la crue du 24 décembre 2013. Le débit instantané maximal est quant à lui de 9,28 m3/s, atteint le même jour.
Le Guic, d'une longueur de 27 km, prend sa source dans la commune  et se jette  dans le Léguer à Belle-Isle-en-Terre, après avoir traversé huit communes. Les caractéristiques hydrologiques du Guic sont données par la station hydrologique située sur la commune de Guerlesquin. Le débit moyen mensuel est de 0,149 m3/s. Le débit moyen journalier maximum est de 3,19 m3/s, atteint lors de la crue du 12 décembre 2000. Le débit instantané maximal est quant à lui de 5,66 m3/s, atteint le 24 décembre 2013.
Le Roudouhir, d'une longueur de 12 km, prend sa source dans la commune de Plougras et se jette  dans l'Aulne à Carnoët, après avoir traversé cinq communes.

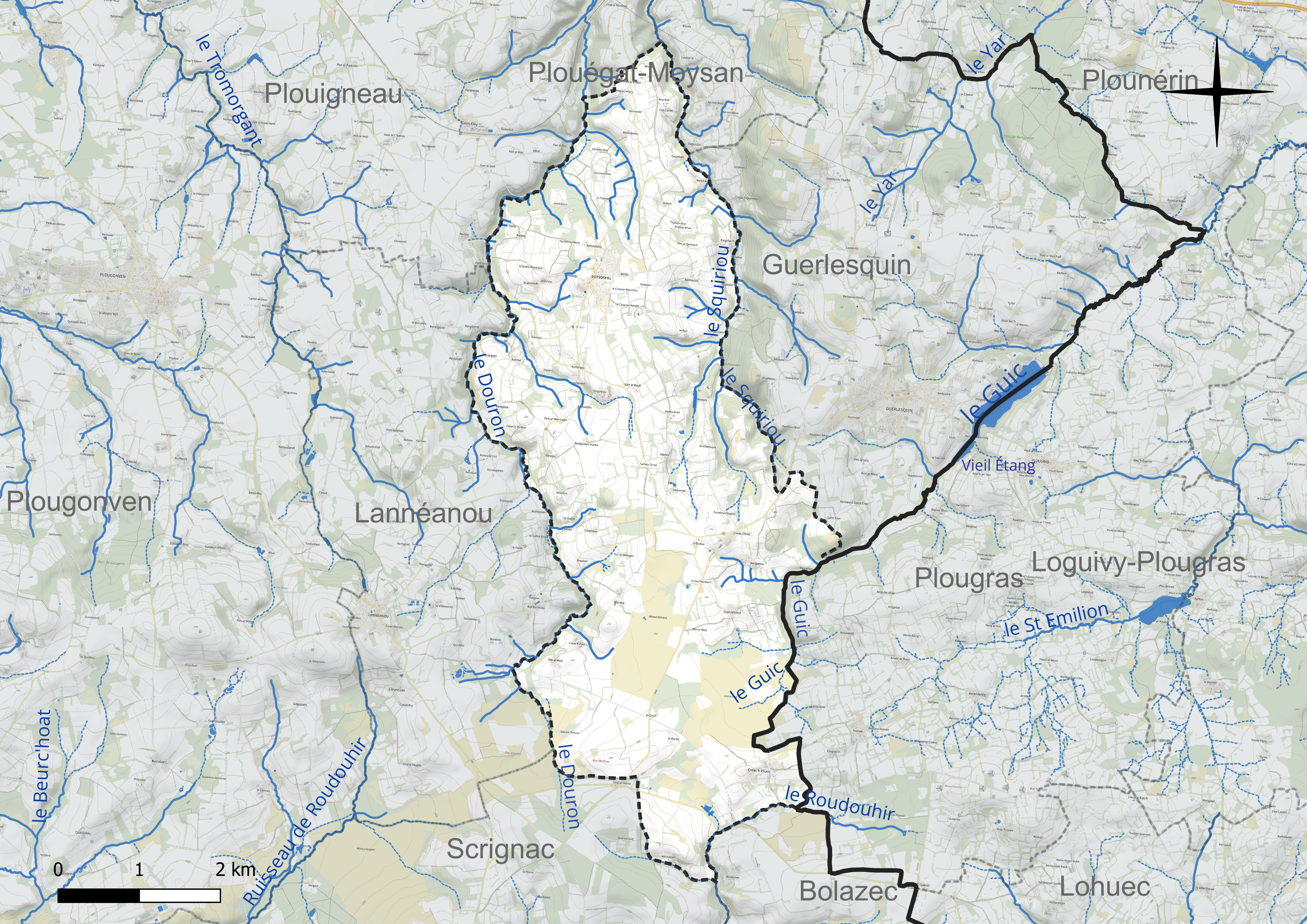
Réseau hydrographique de Botsorhel.

### Climat
Pour des articles plus généraux, voir Climat de la Bretagne et Climat du Finistère.
En 2010, le climat de la commune est de type climat océanique franc, selon une étude du CNRS s'appuyant sur une série de données couvrant la période 1971-2000. En 2020, Météo-France publie une typologie des climats de la France métropolitaine dans laquelle la commune est exposée à un climat océanique et est dans la région climatique  Finistère nord, caractérisée par une pluviométrie élevée, des températures douces en hiver (6 °C), fraîches en été et des vents forts. Parallèlement l'observatoire de l'environnement en Bretagne publie en 2020 un zonage climatique de la région Bretagne, s'appuyant sur des données de Météo-France de 2009. La commune est, selon ce zonage, dans la zone « Monts d'Arrée », avec des hivers froids, peu de chaleurs et de fortes pluies.
Pour la période 1971-2000, la température annuelle moyenne est de 10,6 °C, avec  une amplitude thermique annuelle de 10,9 °C. Le cumul annuel moyen de précipitations est de 1 173 mm, avec 15,6 jours de précipitations en janvier et 8,9 jours en juillet. Pour la période 1991-2020, la température moyenne annuelle observée sur la station météorologique la plus proche, située sur la commune de Pleyber-Christ à 17 km à vol d'oiseau, est de 11,7 °C et le cumul annuel moyen de précipitations est de 1 101,6 mm,. Pour l'avenir, les paramètres climatiques de la commune estimés pour 2050 selon différents scénarios d'émission de gaz à effet de serre sont consultables sur un site dédié publié par Météo-France en novembre 2022.

## Urbanisme

### Typologie
Au 1er janvier 2024, Botsorhel est catégorisée commune rurale à habitat très dispersé, selon la nouvelle grille communale de densité à 7 niveaux définie par l'Insee en 2022.
Elle est située hors unité urbaine. Par ailleurs la commune fait partie de l'aire d'attraction de Morlaix, dont elle est une commune de la couronne,. Cette aire, qui regroupe 24 communes, est catégorisée dans les aires de 50 000 à moins de 200 000 habitants,.

### Occupation des sols
L'occupation des sols de la commune, telle qu'elle ressort de la base de données européenne d'occupation biophysique des sols Corine Land Cover (CLC), est marquée par l'importance des territoires agricoles (70 % en 2018), en augmentation par rapport à 1990 (67,9 %). La répartition détaillée en 2018 est la suivante : 
zones agricoles hétérogènes (28,7 %), terres arables (24,2 %), prairies (17,1 %), forêts (16,9 %), milieux à végétation arbustive et/ou herbacée (12 %), zones urbanisées (1,1 %). L'évolution de l'occupation des sols de la commune et de ses infrastructures peut être observée sur les différentes représentations cartographiques du territoire : la carte de Cassini (XVIIIe siècle), la carte d'état-major (1820-1866) et les cartes ou photos aériennes de l'IGN pour la période actuelle (1950 à aujourd'hui).

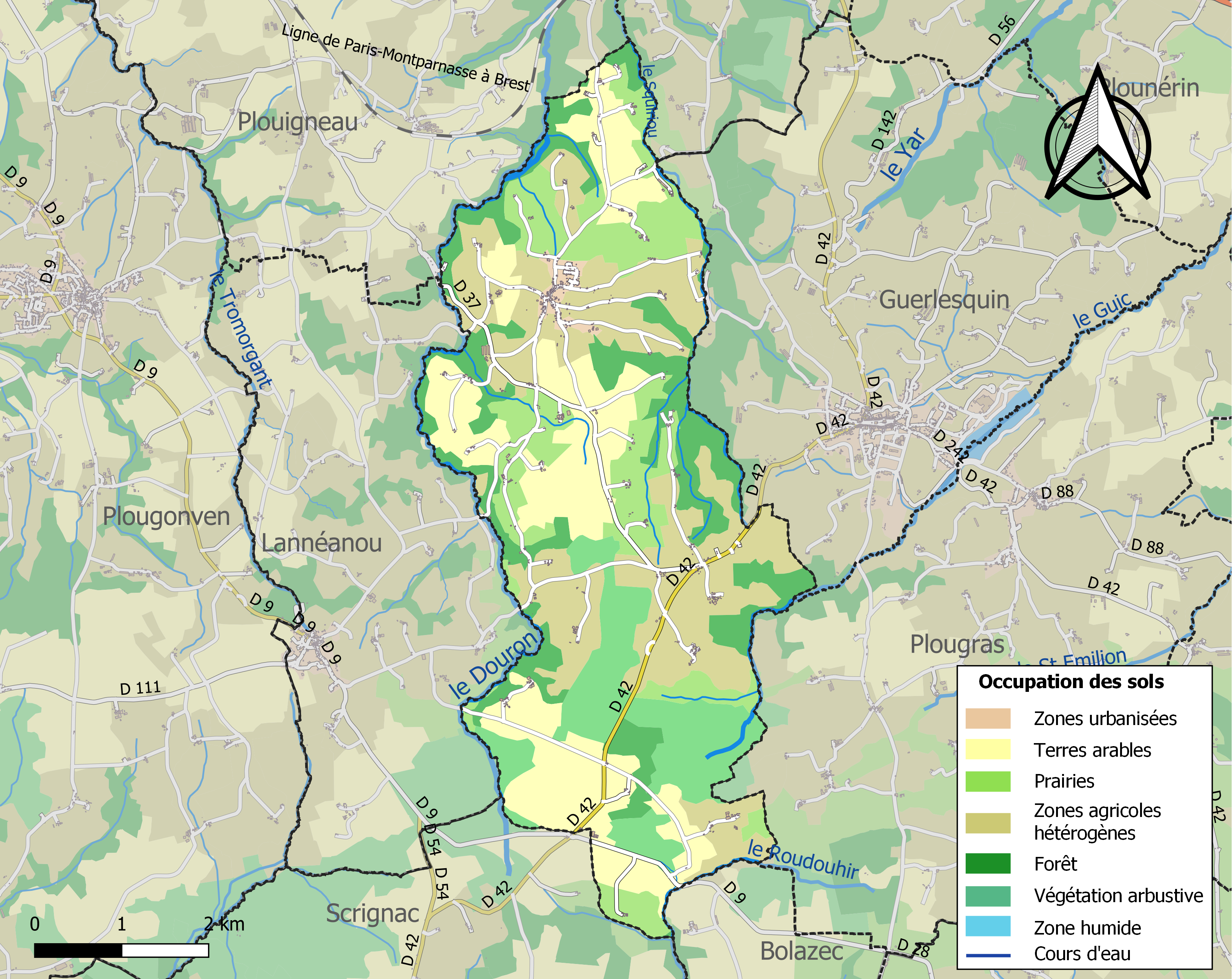
Carte des infrastructures et de l'occupation des sols de la commune en 2018 (CLC).

## Toponymie
Bocorzer vers 1330 (avec le « C » prononcé « S »), Botsorcher vers la fin du XIVe siècle, Botsorher en 1504 et 1663.
Botsorhel, en breton Botsorc'hel, dérive de Bod signifiant « demeure », « logis » et de sorc'hel « s'élever », mais d'après Guillaume Le Jean, Botsorhel signifierait, traduit en français, « le buisson de la vallée sauvage ». Certains le font découler de Sorser (sorcier) ; d'autres donnent Sorc'hel comme dérivant du mot latin surgere (jaillir, émettre).

## Histoire

### Préhistoire et Antiquité
Sur les hauteurs de Crec'h-Peulven existaient trois menhirs et trois tumuli près de la Croix du Christ, désormais disparus. D'autres se trouvent près de la croix Saint-Ener.

### Moyen Âge

#### Le passage de saint Mélar
La tradition rapporte qu'un jour, saint Mélar, qui cheminait sur la route allant de Carhaix à Lanmeur (ancienne voie romaine) près de la ferme de Guerlavrec entre Botsorhel et Plouigneau, non loin de la chapelle Saint-Éloy, aperçut deux cavaliers ennemis qui le poursuivaient. Le saint se recommanda aux soins de la Providence et se coucha par terre, au bord du chemin : miracle, la terre s'enfonça sous lui, formant une fosse proportionnelle à sa taille, les herbes et les fleurs se rejoignirent par-dessus de sorte que les assassins passèrent sans le voir. Cet endroit, appelé Guélé Sant-Mélar (« Le lit de saint Mélar »), est situé dans l'enceinte de la chapelle.

#### La vie seigneuriale
Botsorhel se situait en Trégor puisqu'elle dépendait de l'évêché de Tréguier et faisait partie de la seigneurie du Ponthou dont le fief, la juridiction et la châtellenie, avec droit de haute, moyenne et basse justice s'étendait également sur Lannéanou, Plougonven, Plouigneau, Plouezoc'h, Plougasnou, Lanmeur et Plouégat-Guérand. La montre de Tréguier en 1481 recense 8 nobles à Botsorhel  et la réformation de 1543 y indique 26 maisons nobles.
Le château de Kergariou, situé au sud du bourg, dans les premiers contreforts des monts d'Arrée, disposait des droits de haute, moyenne et basse justice. Il appartînt successivement à la famille du Penhoat (Penhoët), originaire de Saint-Thégonnec, au XVe siècle (en 1425, Jean de Penhoët en est le propriétaire), de Malestroit, seigneurs de La Haye-Ker ou Keraër en Plestin, au XVIe siècle, Jourdain puis Calloët, seigneurs de Lanidy et de Lostanvern, au XVIIe siècle. Détruit probablement pendant les guerres de la Ligue (la tradition locale rapporte qu'il fut bombardé et ruiné le même nuit que les châteaux voisins de Charuel en Guerlesquin et de Kerviniou en Plouigneau), il n'en reste pratiquement rien, seule subsistent la motte féodale et les douves près du hameau de Kergariou.
De nombreuses autres terres nobles existaient dans la paroisse de Botsorhel ; leur longue liste peut être consultée sur un site Internet.

### XVIeauXVIIIesiècle
En 1772, l'intendant Dupleix écrit au contrôleur général : « Les fièvres malignes et putrides qui circulent dans cette province, et qui y ont fait déjà tant de ravages, viennent de se répandre dans plusieurs paroisses des environs de Morlaix, et on me mande qu'elles ont déjà enlevé beaucoup de monde, surtout dans les paroisses de Ploujean, Plouigneau, Plourin, Plougonven et Botsorhel. Comme la cause de ces maladies est toujours l'extrême misère à laquelle les habitants sont réduits, ce n'est pas seulement avec des remèdes qu'on pourra se flatter de les guérir : il faudra y joindre des bouillons de viande qui, en fortifiant les malades, donnent plus de facilité aux remèdes de produire leur effet ».

### Révolution française
En 1789, les électeurs de Botsorhel (ainsi que ceux de Guerlesquin), bien que la paroisse fasse partie de l'évêché de Tréguier, participèrent à l'élection des députés aux États généraux dans le cadre de la sénéchaussée de Rennes.
Colé, recteur (curé) de Botsorhel en 1791 fut insermenté, incarcéré en 1793 et à nouveau en 1795 ; il fut remplacé de 1791 à 1803 par  J. Clastrou, curé constitutionnel de Botsorhel.

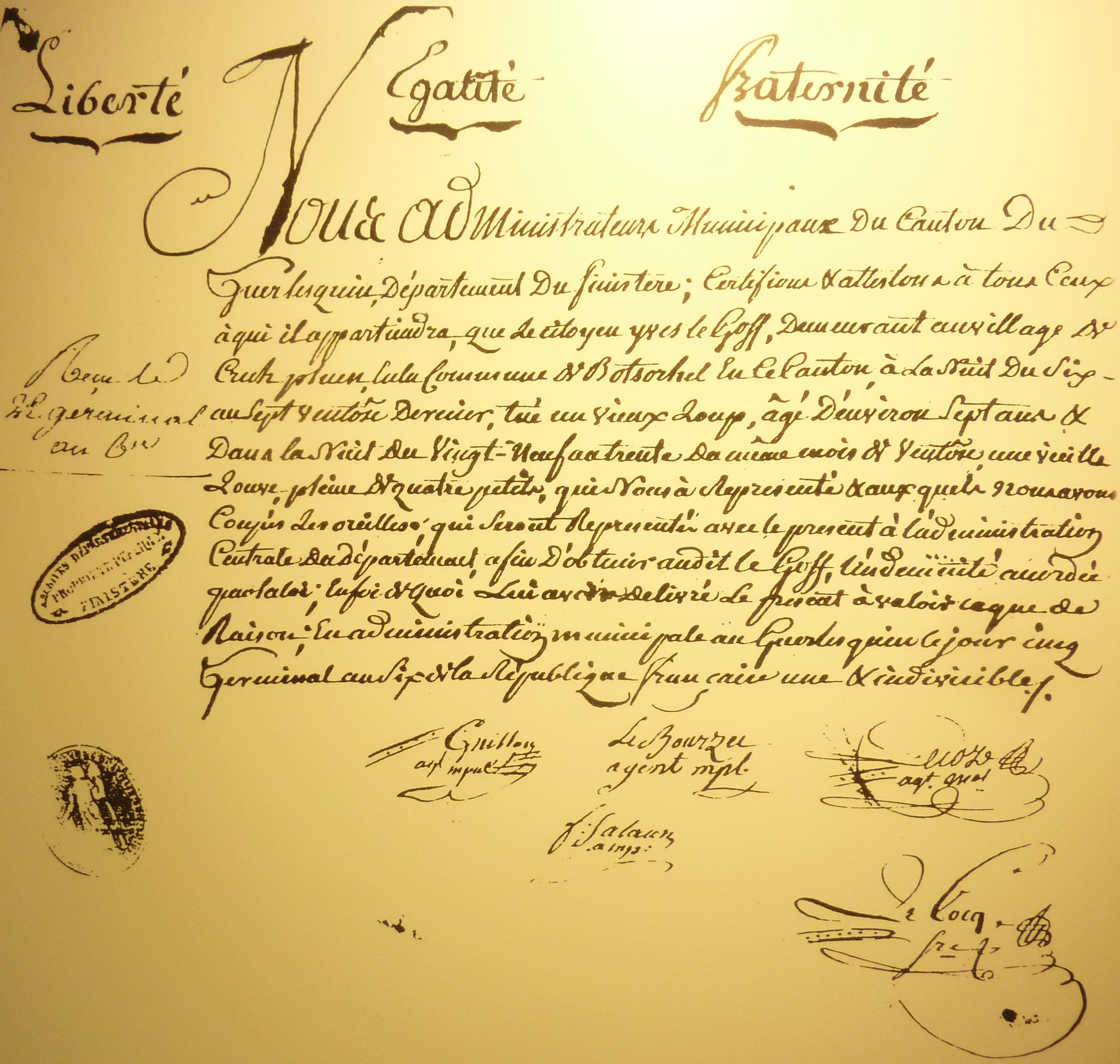
Certificat délivré à Yves Le Goff, de Botsorhel, en 1797 (Musée du loup, Le Cloître-Saint-Thégonnec).

Par la loi du 12 septembre 1791, l'Assemblée nationale crée la commune de Guerlesquin, « qui aura pour succursale Botsorhel ».
Yves Le Goff, de Botsorhel, obtint une attestation datée du 5 germinal an VII (25 mars 1798) pour avoir tué « un vieux loup âgé d'environ sept ans » et « une vieille louve pleine de quatre petits », ce qui lui permit d'obtenir une prime versée par le département.

### XIXesiècle

#### Souvent des familles nombreuses
Les familles nombreuses étaient fréquentes. À titre d'exemple, Annette Cloarec, née à Botsorhel le 6 avril 1822 dans une famille de journaliers agricoles, épouse Garion en 1844, eût 11 enfants et éleva en plus 12 nourrissons, devint veuve en 1869 et alla habiter Morlaix à partir de 1873, travaillant en plus comme laveuse de linge ainsi que dans une épicerie de la rue Saint-Melaine à Morlaix, ce qui ne l'empêcha pas de décéder âgée de 104 ans en février 1926 à Morlaix.
C'était encore vrai dans la première moitié du XXe siècle : un autre fait divers survenu dans la commune en 1928 l'illustre, une veuve fut arrêtée pour avoir tué à sa naissance son quatorzième enfant.

#### Une réconciliation entre le curé et l'instituteur
En septembre 1840 Caroff, instituteur issu de l'École normale de Rennes, rencontra lors de sa nomination une vive opposition, de la part du desservant et de certains conseillers municipaux, même s'il fut soutenu par le maire. Mais par sa capacité et sa conduite irréprochable, il parvint à se concilier l'estime du curé. Le maire écrivit au préfet : « D'un ennemi acharné que lui était ce dernier, il s'est fait un ami tellement zélé que dimanche 18 septembre 1845 le desservant a fait, en pleine chaire, l'éloge du sieur Caroff ».

#### Jean Favé
Jean Favé, né à Ploudaniel en 1828 et qui fut vicaire à Recouvrance, puis recteur de Botsorhel, avant d'être curé-doyen de Pleyben, puis de Plouguerneau, a été à la fin du XIXe siècle le conférencier le plus populaire du diocèse de Quimper et un grand prédicateur de missions bretonnes, par exemple à Audierne en janvier 1892, à Lambézellec en octobre 1892, à Ploumoguer en 1894, à Lesneven en 1895. Il eut son traitement supprimé par décision du ministre des cultes le 15 décembre 1897.

### XXesiècle

#### La Belle Époque
En réponse à une enquête épiscopale organisée en 1902 par Mgr Dubillard, évêque de Quimper et de Léon en raison de la politique alors menée par le gouvernement d'Émile Combes contre l'utilisation du breton par les membres du clergé, le recteur de Botsorhel écrit que dans sa paroisse « à part trois maisons (château de Keraël, communauté [religieuse] et presbytère) la langue usuelle est le breton » ; dans un rapport daté de décembre 1902, le préfet du Finistère indique qu'à Botsorhel « la population ne comprend que le breton ».
L'école tenue par les sœurs de la Divine Providence de Créhen fut laïcisée  à partir du 1er janvier 1912.

#### La Première Guerre mondiale
Le monument aux morts de Botsorhel porte les noms de 83 personnes mortes pour la France pendant les guerres du XXe siècle : 73 pendant la Première Guerre mondiale, 9 pendant la Seconde Guerre mondiale et 1 pendant la guerre d'Indochine.

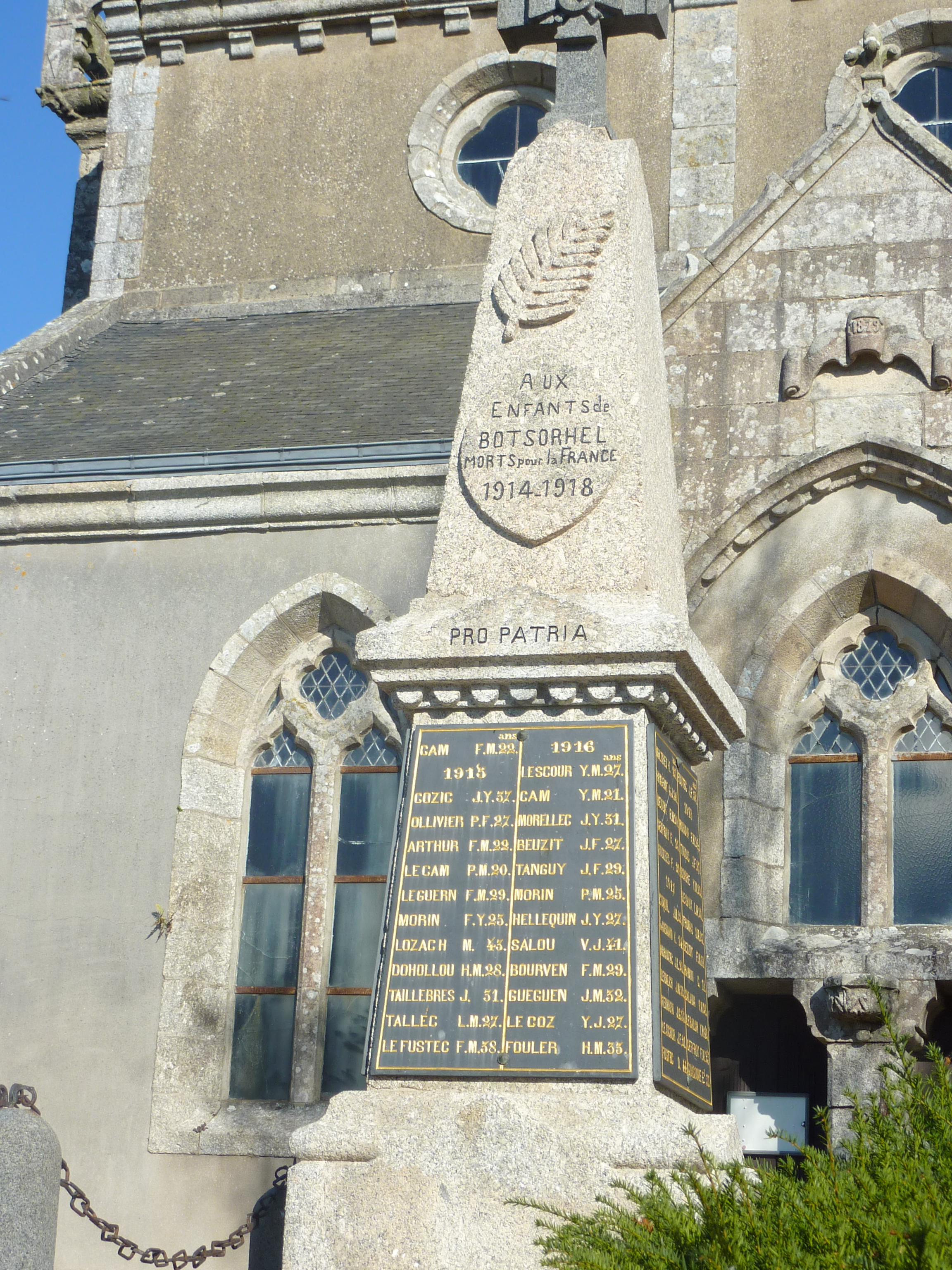
Botsorhel : le monument aux morts 1.
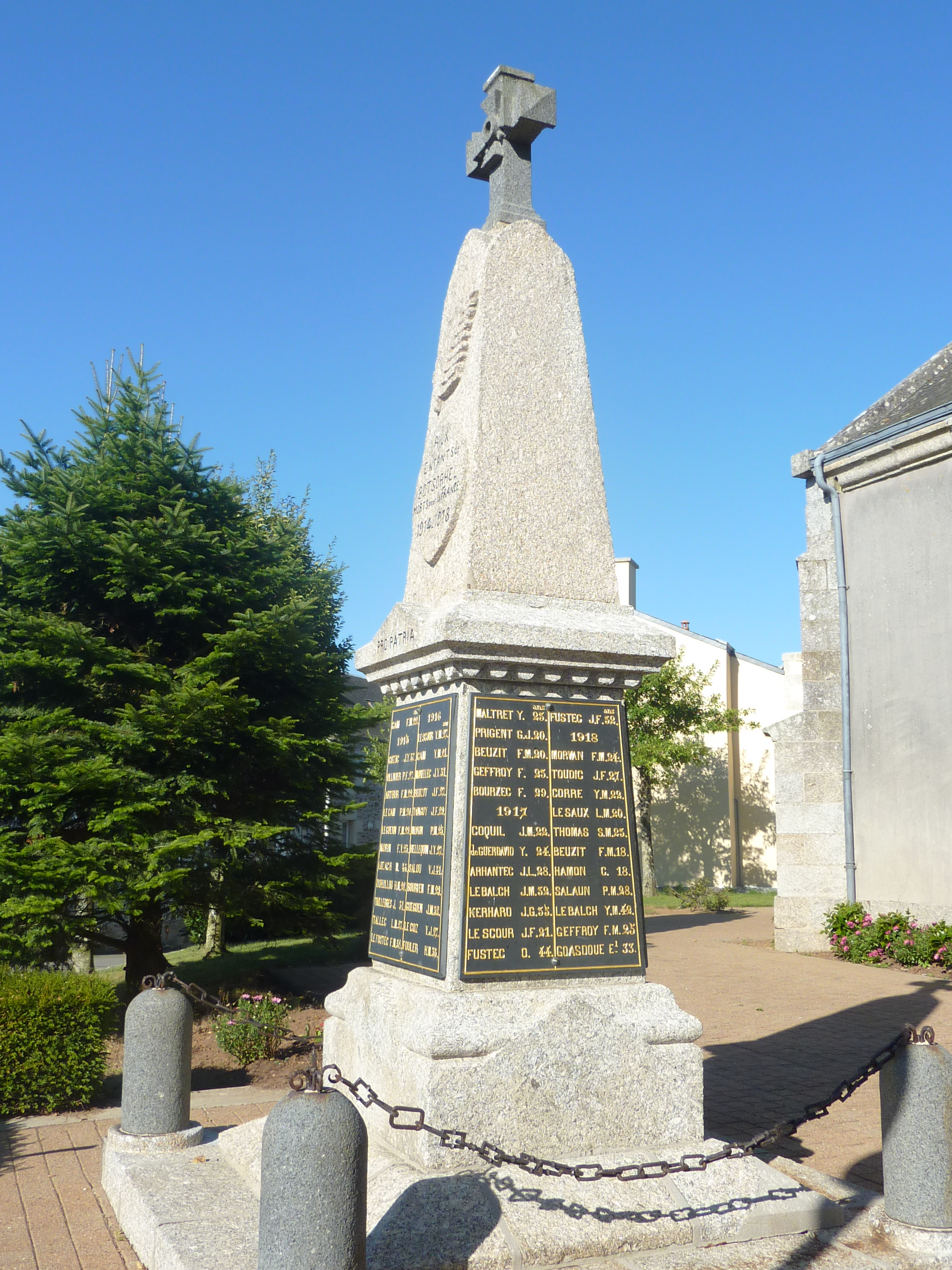
Botsorhel : le monument aux morts 2.

#### L'Entre-deux-guerres

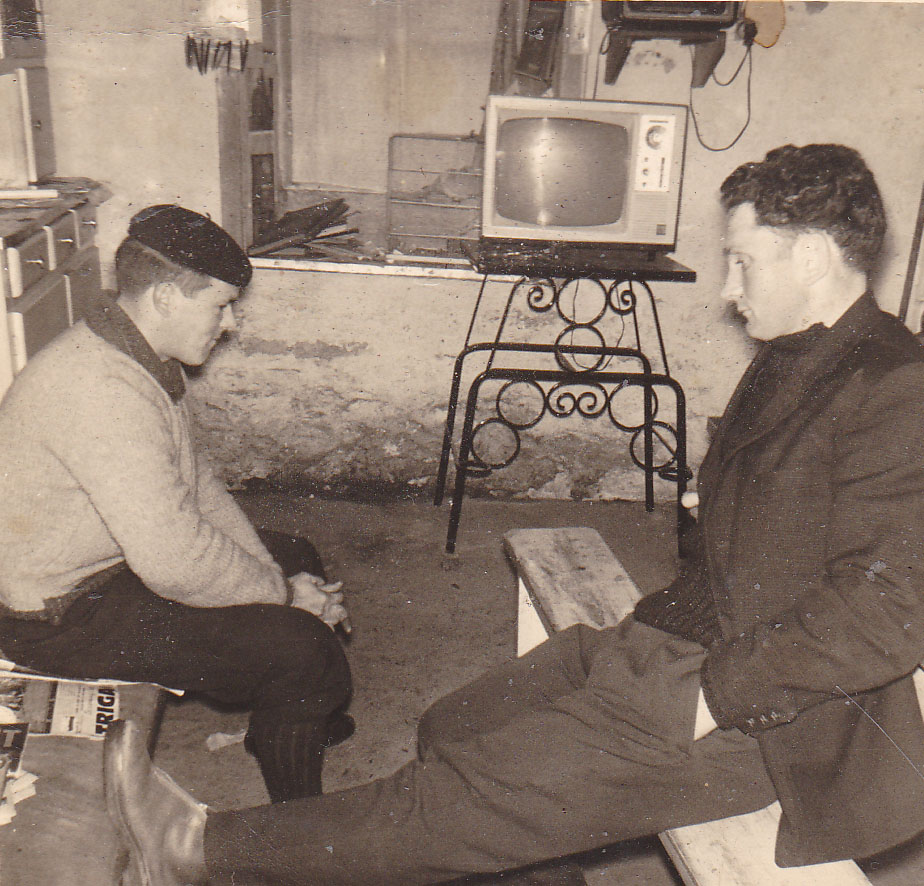
F. Hamon, surnommé « le forgeron de Botsorhel ».

En 1930, relatant l'assassinat d'un cultivateur de Scrignac commis par un habitant de Botsorhel en raison d'une querelle d'héritage, qui fut abondamment relaté dans la presse de l'époque, le journal Ouest-Éclair écrit : « Il faut connaître ce rude pays des montagnes d'Arrhée, où la nature hostile a semé partout, sous les pas de l'homme, les pires difficultés. De tous côtés, ce ne sont qu'espaces désertiques, les roche élèvent au-dessus de la tourbe et des champs incultes leurs têtes dégarnies. Point ou pas d'arbres. Les terrains que l'homme cultive ont, cela se voit, dû être conquis de haute lutte, et dans cette lutte l'homme a gardé l'esprit rude et farouche de la terre. Aussi ne fat-il pas s'étonner que l'esprit de propriété est si grand, là, plus fort que partout ailleurs. On est jaloux de ce qu'on appelle son bien propre. Hélas, les gênes nombreuses amènent des gestes qui, dans le cas présent, peuvent aller jusqu'au crime ».
Deux foires annuelles aux bovins étaient organisées sur la place du bourg à Botsorhel : en 1930, « le mardi précédant le 28 avril ou ce même jour si c'est un mardi, le mardi précédant le 15 août ». Elles existaient déjà en 1915.
Une carrière de sable, appartenant à un entrepreneur de Loqueffret, existait au lieu-dit Croix-Christ : un éboulement survenu en 1935 y fit un mort et deux blessés graves. En 1932, c'est un puisatier originaire de la commune qui mourut asphyxié en creusant un puits à Guernalohet.

#### La Seconde Guerre mondiale
Auguste Guillou, né à Botsorhel le 1er janvier 1914, engagé dans l'armée de l'air, participa à la Campagne de France et refusant la défaite, gagna Londres le 29 juillet 1940. Membre des Forces aériennes françaises libres, il prit part à des combats en Égypte avec le 274e squadron de la RAF, puis en Crête avec l'escadrille de chasse française n°1 où il disparaît lors d'une patrouille le 2 juin 1941. Membre de l'Ordre de la Libération.

## Démographie

### Évolution démographique
Vers 1780, la population de la paroisse est estimée à 800 « communiants ».
| 1793  | 1800 | 1806  | 1821  | 1831  | 1836  | 1841  | 1846  | 1851  |
| ----- | ---- | ----- | ----- | ----- | ----- | ----- | ----- | ----- |
| 1 007 | 739  | 1 098 | 1 201 | 1 359 | 1 425 | 1 465 | 1 523 | 1 615 |

| 1856  | 1861  | 1866  | 1872  | 1876  | 1881  | 1886  | 1891  | 1896  |
| ----- | ----- | ----- | ----- | ----- | ----- | ----- | ----- | ----- |
| 1 507 | 1 633 | 1 685 | 1 625 | 1 803 | 1 608 | 1 524 | 1 441 | 1 458 |

| 1901  | 1906  | 1911  | 1921  | 1926  | 1931  | 1936  | 1946  | 1954 |
| ----- | ----- | ----- | ----- | ----- | ----- | ----- | ----- | ---- |
| 1 442 | 1 426 | 1 429 | 1 375 | 1 276 | 1 232 | 1 067 | 1 016 | 890  |

| 1962 | 1968 | 1975 | 1982 | 1990 | 1999 | 2005 | 2006 | 2010 |
| ---- | ---- | ---- | ---- | ---- | ---- | ---- | ---- | ---- |
| 760  | 674  | 608  | 563  | 568  | 493  | 484  | 479  | 463  |

| 2015 | 2020 | 2022 | - | - | - | - | - | - |
| ---- | ---- | ---- | - | - | - | - | - | - |
| 425  | 431  | 428  | - | - | - | - | - | - |

### Évolution du rang démographique
| selon la population municipale des années : | 1968 | 1975 | 1982 | 1990 | 1999 | 2006 | 2009 | 2013 |
| Rang de la commune dans le département      | 223  | 215  | 245  | 237  | 244  | 251  | 253  | 256  |
| Nombre de communes du département           | 286  | 283  | 283  | 283  | 283  | 283  | 283  | 283  |

En 2016, Botsorhel était la 257e commune du département en population avec ses 424 habitants (territoire en vigueur au 1er janvier 2019), derrière Lanarvily (256e avec 425 habitants) et devant Loc-Eguiner (258e avec 400 habitants).

## Culture locale et patrimoine

### Lieux et monuments

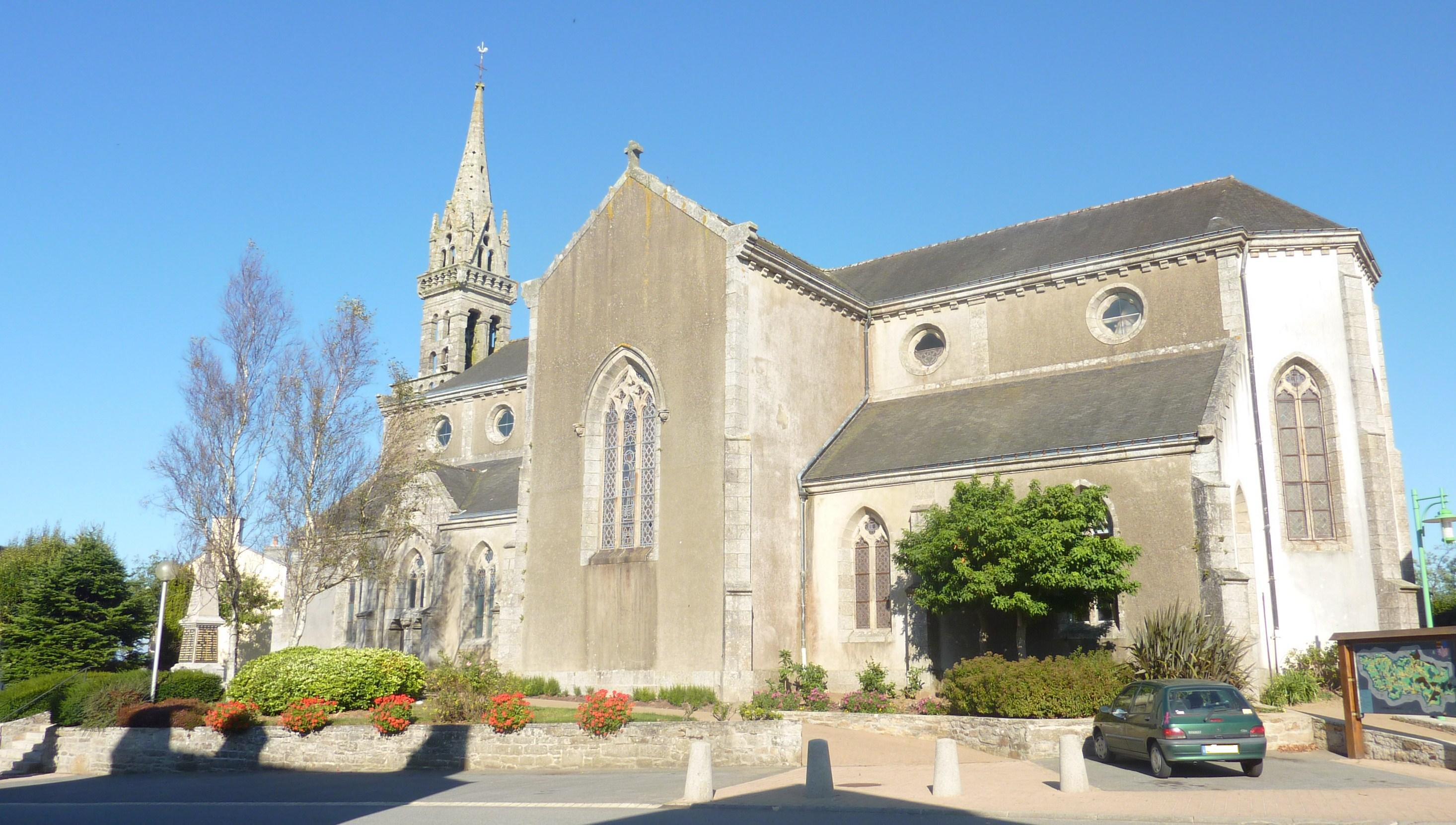
L'église paroissiale Saint-Georges.

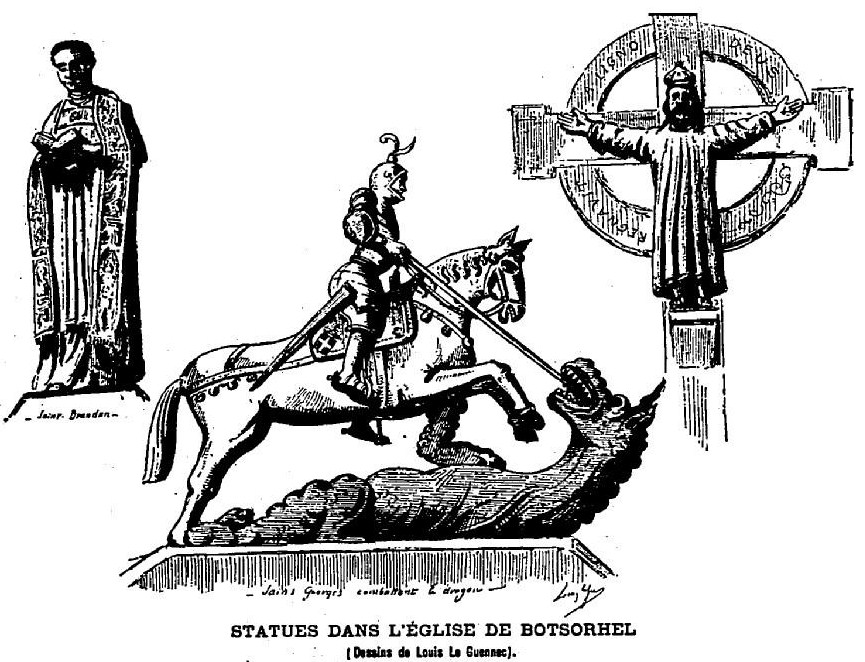
Statues dans l'église de Botsorhel (dessin de Louis Le Guennec, 1903).

- L'église paroissiale Saint-Georges est récente (1877), sauf la tour, encastrée, qui date de 1675. Mais elle contient des statues de datation plus ancienne dont plusieurs proviennent d'anciennes chapelles comme celle du Christ, parfois disparues comme celles de Brevara et l'ancienne chapelle du cimetière : deux Christs aux mains liées (après la Flagellation) ; saint Éloi, en costume de forgeron ; sainte Barbe ; saint Sébastien transpercé de flèches ; saint Grégoire ; saint Michel, une statue équestre de saint Georges, etc.[58].
- La chapelle du Christ se trouve au sud-est de Botsorhel, sur la route de Guerlesquin ; de forme rectangulaire, elle date de 1738 et est de style néogothique. La chapelle a conservé un certain nombre de statues, en particulier une du Christ ainsi qu'une jolie sainte Barbe. Deux pardons y étaient traditionnellement organisés, le grand pardon le dimanche de la Trinité et le petit pardon le quatrième dimanche de septembre. Les seigneurs de Keraël-Kergadiou y jouissaient d'un droit de prééminence.

« On y célèbre deux pardons : le grand pardon a lieu le dimanche de la Trinité ; on y chante la grand'messe et les vêpres. Au petit pardon, le 4e dimanche de septembre, on chante simplement les vêpres à la chapelle. La procession s'y rend également le premier jour des Rogations. Le jour du grand pardon, les paroissiens voisins de la chapelle Christ s'y rendent de bon matin en pèlerinage lorsqu'ils veulent obtenir une grâce. Cet acte de dévotion doit se faire en silence depuis le départ de la maison jusqu'au retour au logis. On est dans l'habitude d'envoyer à cette chapelle les petits enfants pour les faire marcher et parler de bonne heure ». »

- D'autres chapelles ont disparu : la chapelle Saint-Ener, la chapelle Saint-François (qui dépendait de l'ancien manoir du Fouennec) ; la chapelle Sainte-Anne (qui dépendait de l'ancien château de Keraël), l'ancienne chapelle du cimetière, la chapelle Saint-Brandan[60](près du manoir de Brevara)[22] qui honorait saint Brandan ; l'on venait à sa fontaine pour obtenir la guérison de la fièvre et des maux de tête[61].
- Plusieurs croix parsèment le territoire de Botsorhel : 
  - la croix de Croaz-an-Halléguen date du XVe siècle, celle de Brouhel du XVIe siècle ;
  - a croixe de Kergouezou du XVIIe siècle ;
  - la croix de Saint-Ener  (Croaz Sant Ener), inscrite au titre des monuments historiques par arrêté du 13 novembre 1969[62] ;
  - celle du cimetière de 1880 ;
  - celle de Croaz-Christ de 1932[63].
- La terre de Keraël est originellement liée à la maison de Charruel, dite des vicomtes de Guerlesquin (cités dès l'ost ducal de 1294). Du reste, le château actuel intègre dans ses ornements une borne de châtellenies ducales datant des années 1430, liée à une rectification de territoire de châtellenie par l'amiral de Bretagne Jehan de Penhoet à qui l'une de ses épouses successives, Jehanne du Périer, avait apporté́ la seigneurie. Aux XVe et XVIe siècles la Famille du Plessis y réside, et au milieu du XVIIe siècle les Calloêt de Lannidy en deviennent les propriétaires. En 1809, l'aînée des Calloët de Lannidy porte Keraël à son époux, Jean-François Le Rouge comte de Guerdavid. Le château de Keraël[64] fût reconstruit milieu du XIXe siècle par les comtes Le Rouge de Guerdavid. L'édifice actuel a subi plusieurs remaniements qui ne rendent pas toutes ces traces très lisibles. On distingue cependant très nettement sur l'ancien cadastre le corps de bâtiment massif qui forme l'ossature du manoir actuel et où les éléments les plus remarquables sont encore visibles. Louis Le Guennec écrit dans son ouvrage sur Plougonven et sa région que « Keraël est une agréable demeure enfouie au creux d'un sauvage ravin boisé que domine l'antique aire féodale de Castel-Charuel. Je recommande cette crête presque vertigineuse aux amateurs d'air pur et de sensations pittoresques. J'y ai été aimablement conduit, l'an dernier, par le comte de Guerdavid, châtelain actuel de Keraël, qui administre la commune comme son bisaïeul le faisait il y a plus d'un siècle, et a su également s'attirer l'affection des habitants ». Propriété privée, le château de Keraël ne se visite pas.

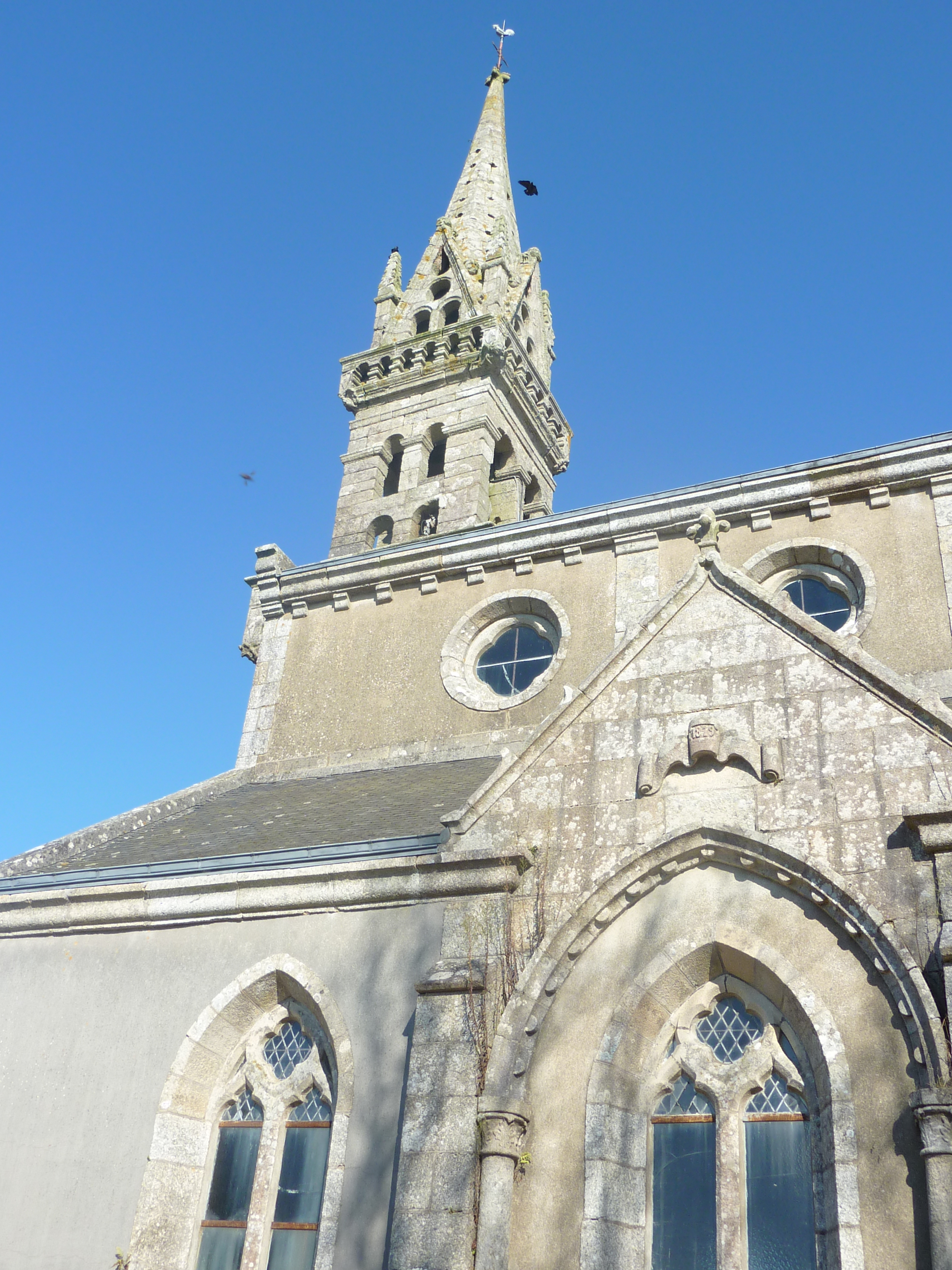
Botsorhel : le clocher de l'église paroissiale.
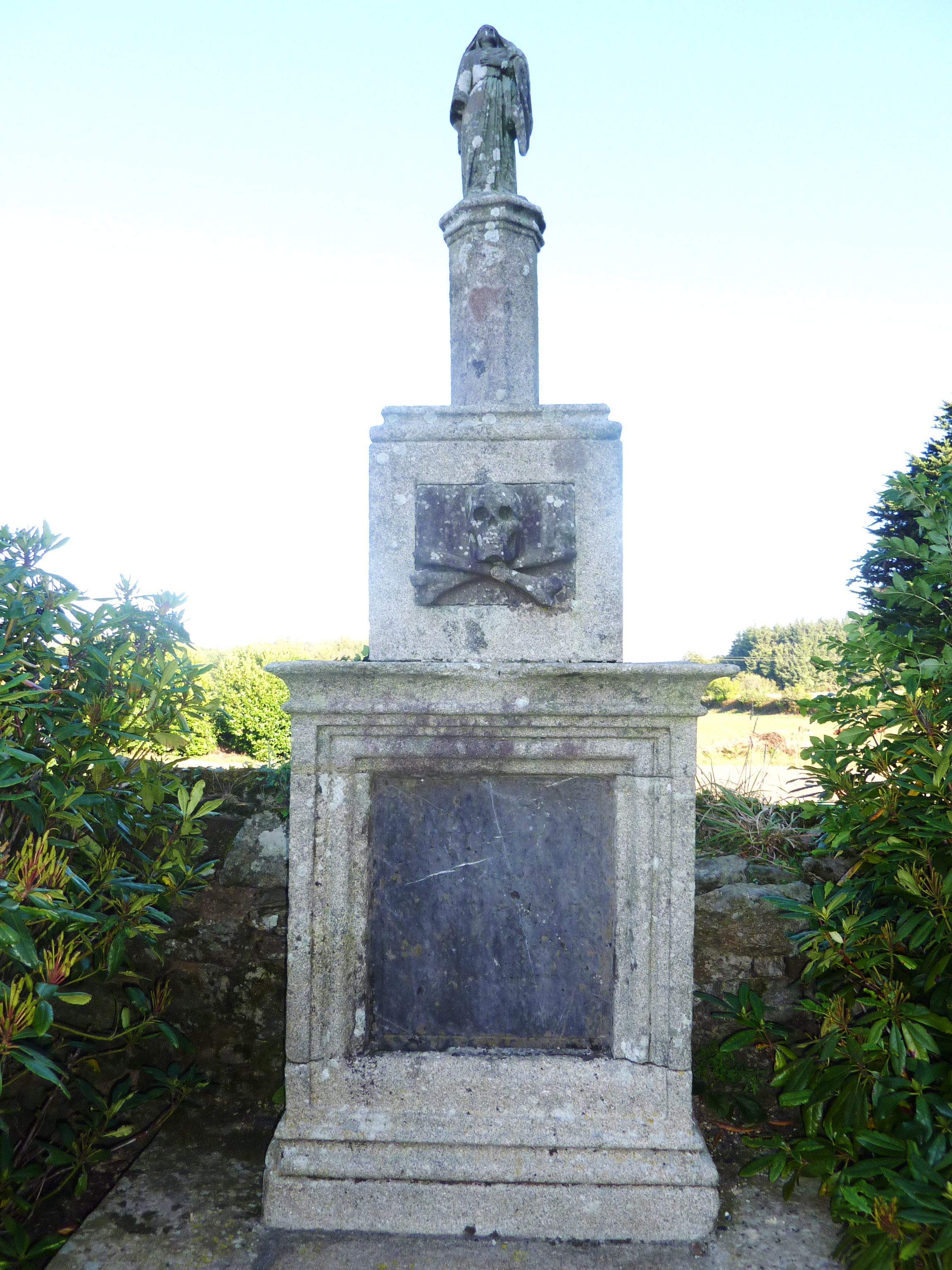
Botsorhel : tombe ancienne subsistante dans l'enclos paroissial.
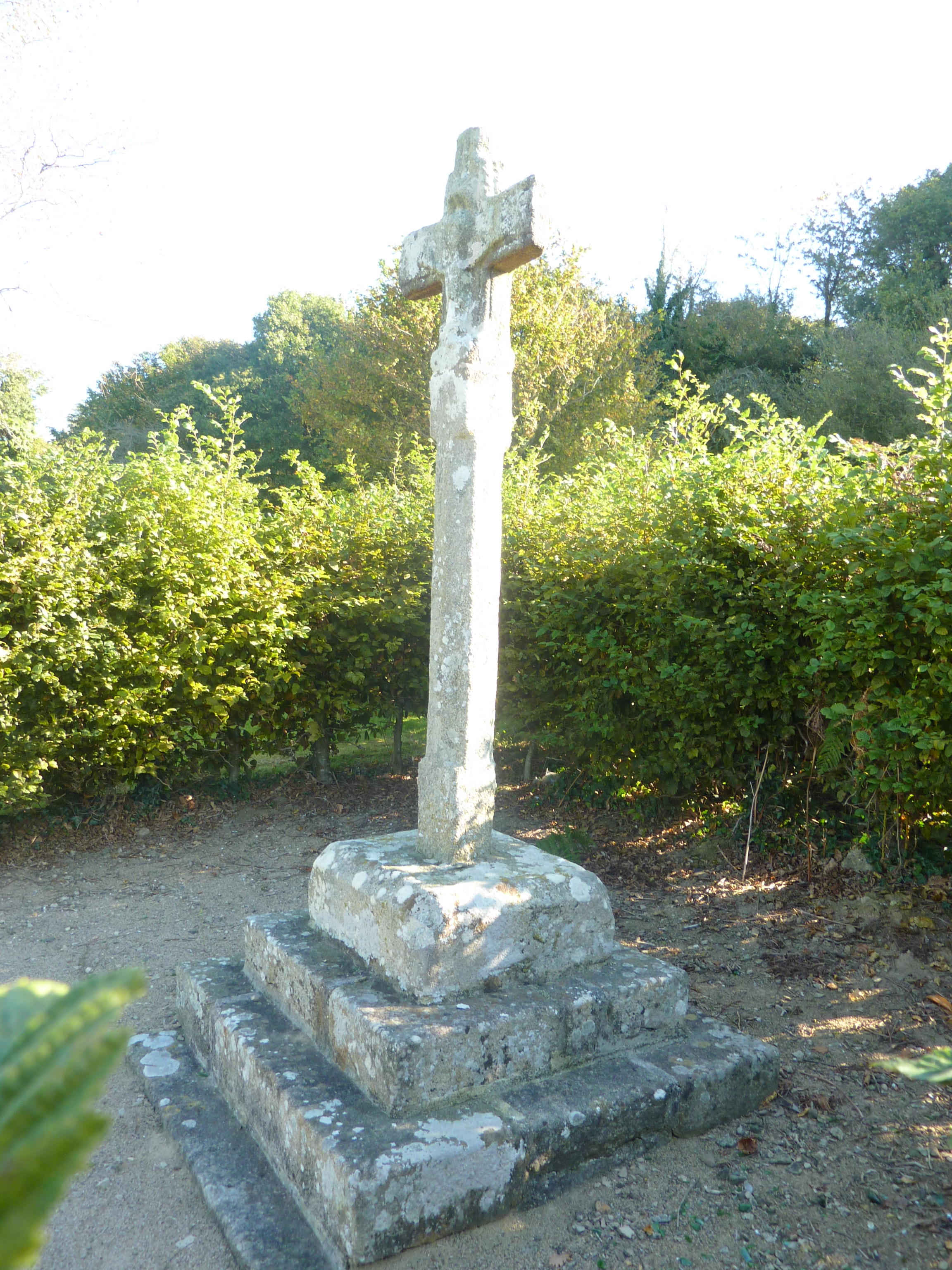
Botsorhel : la croix du carrefour route de Lannéanou et de Plouigneau.
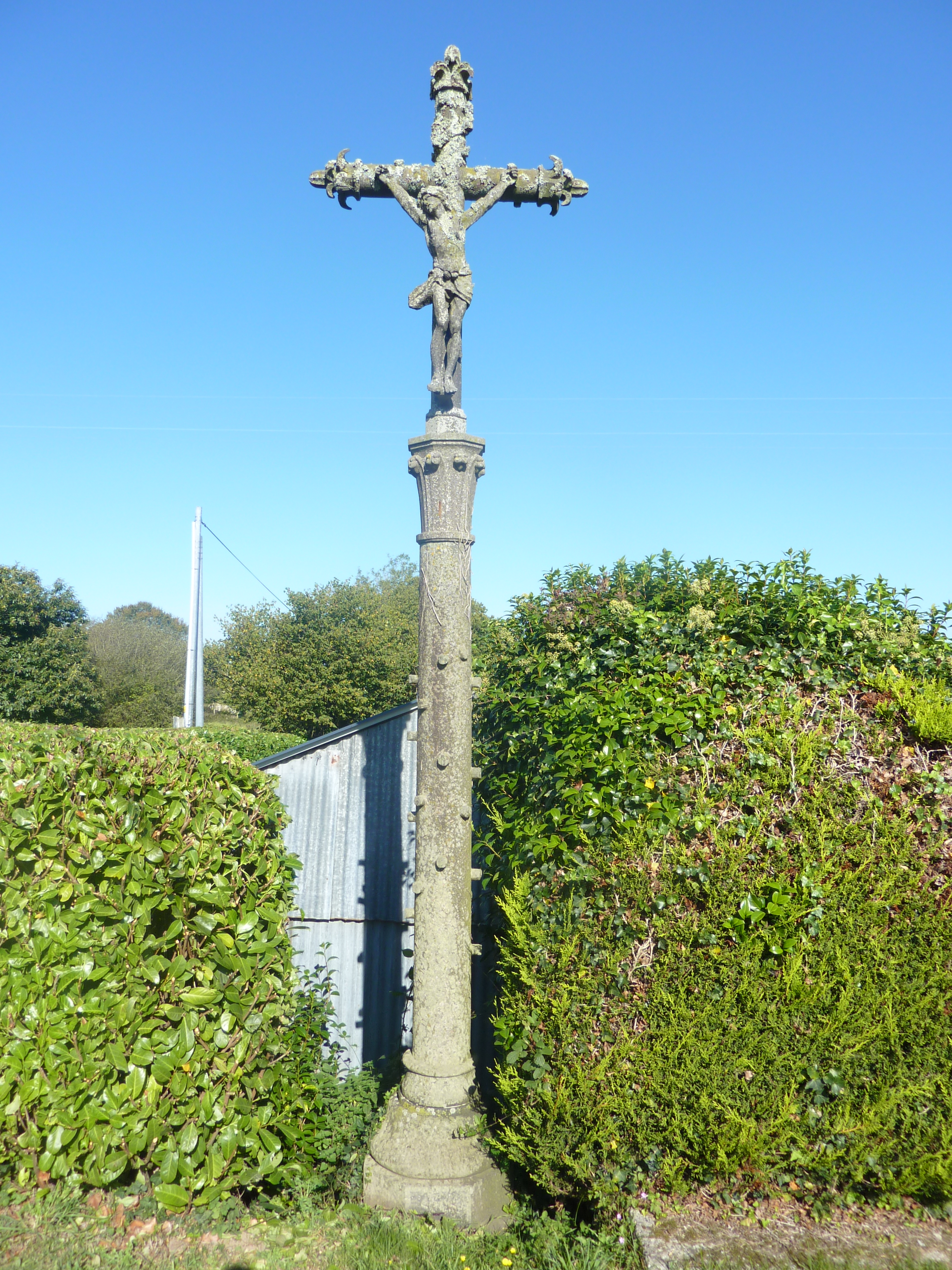
Le calvaire de Croas-Christ (1932).
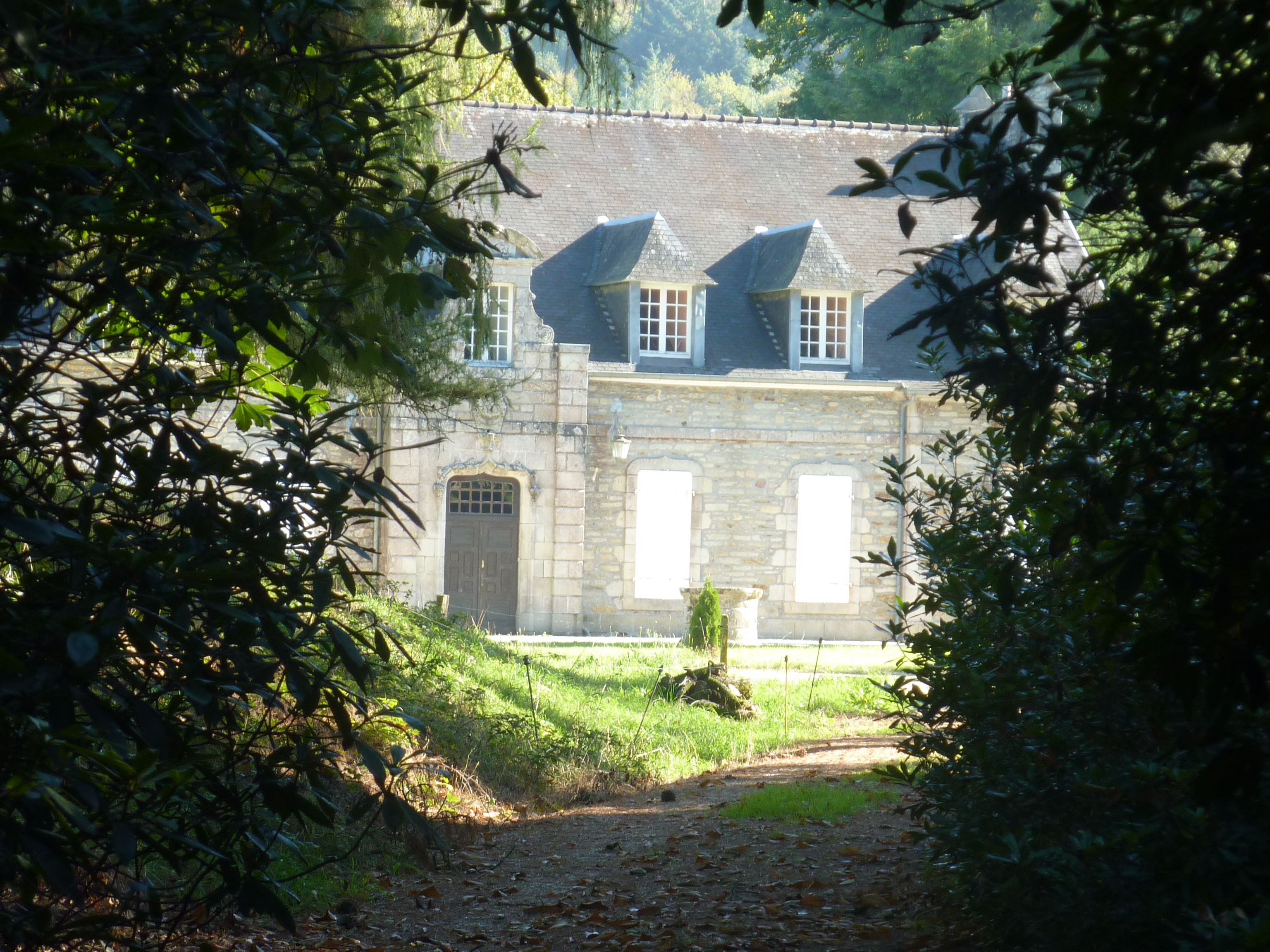
Le château actuel de Keraël.
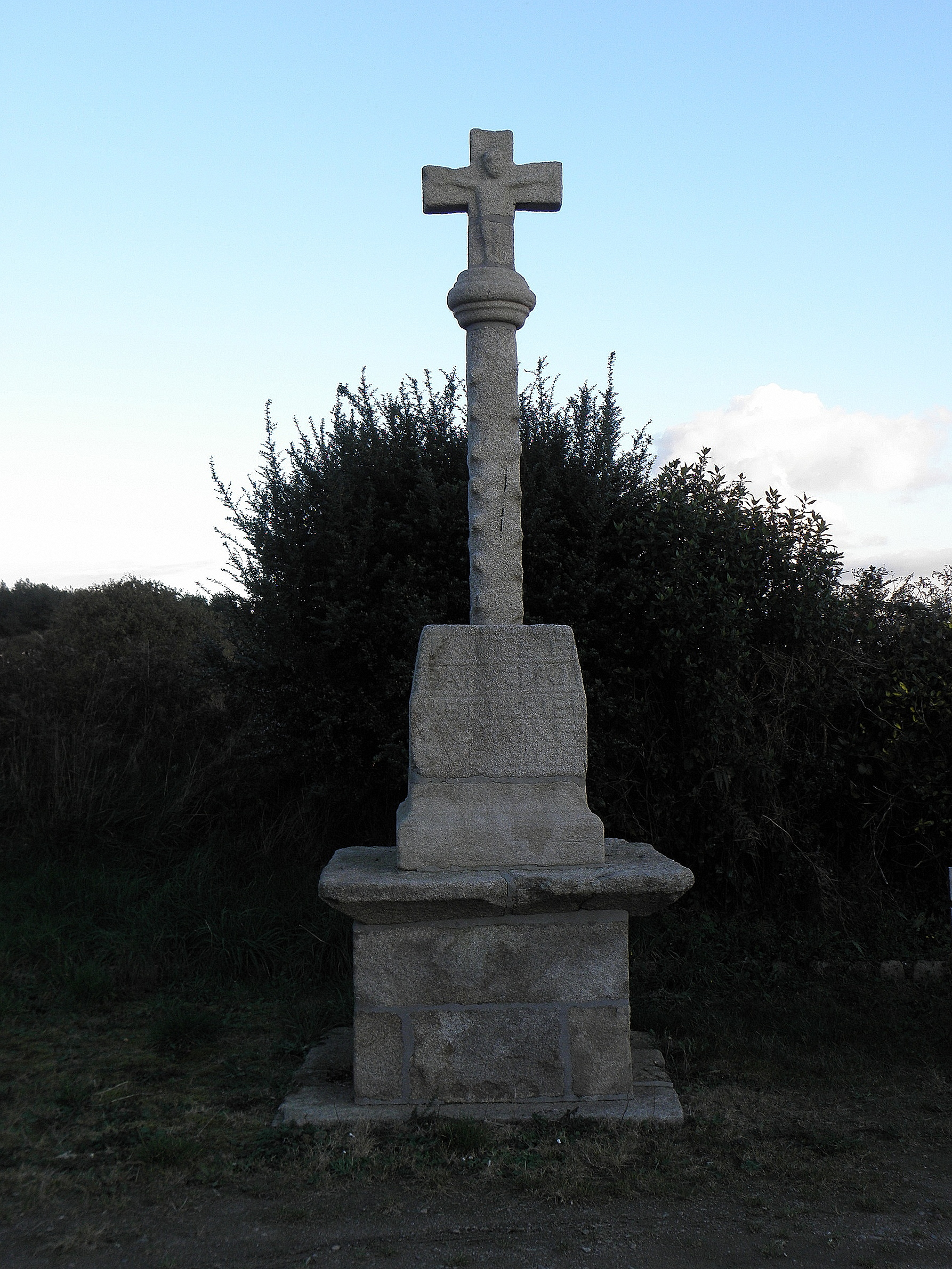
Croix de Saint-Ener.

### Personnalités liées à la commune
- La famille Le Rouge de Guerdavid[65],[66], s'inscrit parmi les plus anciennes familles de Bretagne. Originaire du Trégor, elle est connue depuis Thomas Le Rouge (avant 1320), seigneur de Guerdavid en Plouigneau à l'époque (en Lannéanou actuellement), et dont Botsorhel dépendait. Juveigneur des Le Rouge d'Ancremel, leurs origines remontent bien avant, puisque l'on retrouve des ancêtres jusqu'au VIIe siècle. Cette famille donnera naissance à quatre branches et une vingtaine de rameaux, tous présents sur ce secteur du Trégor et cette région de Morlaix, et notamment sur les communes de Lanneanou, Plouigneau, Botsorhel, Plougonven, Guerlesquin, Lanmeur, Tremel ou encore Morlaix. Plusieurs personnalités bretonnes sont issues de cette famille dont Ar Ruz, fidèle lieutenant de Conomor comte de Poher et régent de la Domnonée de 540 à 555 Gilles Le Rouge d'Ancremel, Président du Parlement de Bretagne ou encore Yves Le Rouge de Guerdavid, Poète inscrit au Panthéon. Quatre membres de cette famille se sont succédé de manière discontinue comme maires de Botsorhel, conseillers généraux ou conseiller d'arrondissement de Morlaix de 1812 à 1944[67].
- Jean-François Le Rouge comte de Guerdavid[66], né le 11 février 1762, page du comte d'Artois, frère du roi Louis XVI en mars 1778, capitaine de cavalerie au régiment Royal-Piémont Cavalerie entre 1783 et 1791. Il devint premier page du même prince en 1782, et l'accompagna au siège de Gibraltar cette même année. Charles X lui donnera le titre de comte de Guerdavid. Émigré, il se bat alors dans l'Armée des Princes, fut nommé aide de camp du comte d'Artois en 1801. Il se marie le 26 juin 1801 avec Marie Calloët de Lanidy ; il fut maire de Botsorhel à partir de 1808 et jusqu'à 1830[67]. Il meurt le 14 septembre 1842, en son château de Keraël à Botsorhel.
- HÉLARY Jean fut maire de 1830-1834[67].
- BOURVEN Guillaume fut maire de 1835 à 1853[67].
- LE COZ François-Yves-Anne fut maire de 1853 à 1864[67].
- Casimir Le Rouge comte de Guerdavid, sieur de Kerahel (ou Keraël), né le 24 janvier 1813 à Morlaix, fut page du roi de France en 1829, se maria en 1849 avec Berthe Walsh de Serrant[67].
- Gaston Le Rouge comte de Guerdavid[66], né le 18 avril 1850 à Nantes ; s'engagea en 1869 dans les zouaves pontificaux et en 1870 fut volontaire des armées de l'Ouest dans le cadre de l'Armée de la Loire pendant la Guerre franco-prussienne de 1870, participant notamment à la bataille de Patay[68] et le 2 décembre 1870 à celle de Loigny ; marié le 27 juillet 1880 avec Marguerite de Robien, il décéda le 4 septembre 1908 au manoir de Keraël en Botsorhel. Il fut  maire de Botsorhel de 1865 à 1869 puis de 1881 à 1908[67].
- LE BALCH Claude fut maire de 1869 à 1881[67].
- Paul Le Rouge comte de Guerdavid, né le 16 mai 1883 au manoir de Keraël, fit ses études à l'Université catholique d'Angers et se maria en 1910 avec Régine Prigent de Kerallain, fille de René de Kerallain et de Marguerite d'Avocourt, et arrière petite-fille de Louis-Antoine de Bougainville; capitaine lors du déclenchement de la Première Guerre mondiale, il est blessé à Charleroi et regagne le front lors de la bataille de Verdun. Officier de la légion d'honneur à titre militaire. Croix de guerre avec quatre citations et croix du combattant, en 1914-1918. Mobilisé à nouveau pendant la Seconde Guerre mondiale, il participe à la Bataille de France dans la Somme et est nommé colonel ; fait prisonnier, il est libéré en 1942. Croix du combattant 1939-1945. Président du conseil d'arrondissement de Morlaix, conseiller départemental du Finistère, maire de Botsorhel de 1908 à 1944, il fut aussi Président de la société d'agriculture de l'arrondissement de Morlaix. Il s'éteignit à Quimper le 6 mars 1967.
- Jean Favé, né en 1828 à Ploudaniel, prêtre en 1852, fut curé de Botsorhel avant de devenir curé-doyen de Pleyben, puis de Plouguerneau. Chanoine honoraire en 1881, il fut le conférencier le plus célèbre du diocèse de Quimper, grand prédicateur de missions bretonnes comme à Audierne et Lambézellec en 1892, à Ploumoguer en 1894, à Lesneven en 1895, etc. En raison de ses propos antigouvernementaux, son traitement[69] fut supprimé le 15 décembre 1897 par le ministre des cultes[70].
- Yves Le Rouge de Guerdavid[66], est né à Botsorhel le 15 avril 1892. Ses poèmes et ses écrits sont parus dans différentes revues, où il ne cachait d'ailleurs pas son attrait pour une certaine indépendance de la Bretagne. Il sert la France comme sous- lieutenant au 247e d'infanterie pendant la grande guerre de 14-18. Le 21 août 1914, il est sérieusement blessé à Arsimont par un éclat d'obus à la cuisse. Il transportera sur son dos jusqu'au poste de secours, malgré sa blessure, le corps de son capitaine, mort au combat. Il meurt pour la France le 28 février 1917. Décoré de la Médaille Militaire et de la croix de Guerre, il fut fait chevalier de la Légion d'Honneur avec la citation suivante: “Vaillant officier, qui a donné en maintes circonstances des preuves d'une bravoure remarquable et d'un suprême esprit de devoir et de sacrifice.”  C'est avec le même élan, après avoir défendu sa Bretagne, qu'Yves de Guerdavid combattra pour sa Patrie, jusqu'à mourir pour elle ! Son don se perpétuera dans l'histoire par l'inscription de son nom au Panthéon, auprès de ceux de Guillaume Apollinaire, Alain-Fournier ou encore Charles Péguy.
- Auguste Guillou, né le 1er janvier 1914 à Botsorhel, engagé dans l'armée de l'air, sert dans l'aviation d'assaut pendant la Campagne de France pendant la Seconde Guerre mondiale. Refusant l'armistice, il s'enfuit à Londres et sert au 73 Squadron de la Royal Air Force. Muté dans les Forces aériennes françaises libres en avril 1941, il est engagé dans une mission aérienne au-dessus de la Crête le 2 juin 1941 dont il ne revient pas. Il est, à titre posthume, chevalier de la Légion d'honneur et Compagnon de la Libération.
- Hervé Le Rouge comte de Guerdavid[66], né le 14 juillet 1922 à Quimper. Etudes à la Faculté de droit de Paris et à l'Ecole libre des Sciences Politiques, il entre dans la résistance durant les dernières années de la Seconde Guerre mondiale. Il épouse Guyonne de Carné-Marcein, née le 12 novembre 1919 à Couffouleux, décédée à Toulouse le 23 décembre 1993. Commandeur de l'ordre national du mérite, croix du combattant volontaire 39-45, chevalier du mérite agricole, il exerce diverses responsabilités agricoles et politiques, en tant que Président de la Fédération viticole du Tarn (à partir de 1957), Secrétaire général de la Chambre régionale d'agriculture du Sud-Ouest (1961), Délégué à l'Assemblée permanente des chambres d’agriculture (1961-83), Secrétaire Général (1983-2001) de la Chambre régionale d'agriculture Midi-Pyrénées, Vice-président (1962-72) de la Fédération départementale des syndicats d'exploitants agricoles du Tarn, Vice-président du Centre d'information des communes rurales (à partir de 1977), Maire de Couffouleux dans le Tarn de 1959 à 2001, membre du comité directeur de l'Association des maires de France de 1983 à 1995, conseiller général du Tarn de 1988 à 2001. Il décède à Albi le 27 septembre 2009, et est inhumé auprès de son épouse en l'église de Saint-Victor, à Couffouleux.

### Légendes et contes
- La légende de saint Georges raconte que ce saint combattit un jour sur le territoire de Botsorhel un dragon féroce qui se nourrissait de victimes humaines et, dans un taillis dénommé Coat-ar-Sarpent l'on voit encore sur une pierre l'empreinte grossière d'un fer de son cheval ; saint Georges passant par là aurait tué le dragon après une lutte terrible, sauvant sa dernière victime, la fille du roi du pays ; le roi et ses sujets se convertirent alors[71]. Cette légende est calquée sur les circonstances où saint Georges tua le dragon de Sylène en Libye.
- Qui parlera le premier ? ou Pourquoi les femmes lavent la vaisselle est un conte conté en breton par une paysanne de Botsorhel dont la traduction en français est transcrite en 1918 dans la Revue des traditions populaires[72] (histoire d'un couple silencieux où aucun des deux époux ne veut faire la vaisselle).

## Pour approfondir